# Крезберг Берта Давидівна
Берта Давидівна Крезберг (нар. 17 вересня 1911, Вологда, Російська імперія — пом. 22 серпня 1992, Москва, Росія) — радянська шахістка. Чемпіонка Грузії з шахів серед жінок (1937). Багаторазова призерка чемпіонатів Москви з шахів серед жінок (1945, 1952, 1958).

## Біографія
Батько, Давид Мойсейович Крезберг, працював помічником бухгалтера у Феодосійському відділенні Азовсько-Донського банку (1902), потім завідувачем джанкойського агентства Феодосійського відділення Петроградського міжнародного комерційного банку (1915—1917), був гласним Феодосійської державної Думи від Єврейського національного блоку (1917—1920), був членом відділення Сіоністської організації Росії у Феодосії, товаришував з М. О. Волошиним.
З 1935 по 1938 роки жила в Тбілісі. Брала участь у чемпіонатах Грузії з шахів серед жінок, в яких 1936 році поділила 1-2-е місце, але програла додатковий матч за звання чемпіонки, а в 1937 році стала переможцем цього турніру. Після повернення з Грузії працювала старшим інструктором на одному з московських заводів, де з 1938 року очолювала шахову секцію. Під час німецько-радянської війни брала участь у шефській госпітальної роботі.
Після війни успішно брала участь у чемпіонатах Москви з шахів серед жінок, в яких у 1945 році зайняла друге місце (за Єлизаветою Биковою), в 1952 році поділила 3-4-ті місця, а в 1958 році поділила 3-5-ті місця. Працювала старшим інженером Московського заводу з модернізації та будівництва вагонів імені В. Є. Войтовича (1946).
З 1937 по 1952 роки шість раз брала участь у чемпіонатах СРСР з шахів серед жінок. Найкращий результат показала в 1951 році, коли поділила 5-7-мі місця. У 1958 році грала за команду Москви на традиційному матчі проти команди Ленінграда. У 1971 році посіла четверте місце на чемпіонаті ЦР ДСТ «Локомотив» з шахів серед жінок.

## Результати в чемпіонатах СРСР з шахів серед жінок
- Чемпіонат СРСР з шахів серед жінок 1937 — 14-15 місце.
- Чемпіонат СРСР з шахів серед жінок 1946/1947 — 13-14 місце.
- Чемпіонат СРСР з шахів серед жінок 1947/1948 — 12-13 місце.
- Чемпіонат СРСР з шахів серед жінок 1948/1949 — 16 місце.
- Чемпіонат СРСР з шахів серед жінок 1951 — 5-7 місце.
- Чемпіонат СРСР з шахів серед жінок 1952 — 13-16 місце.